# Isla Sarah Ann
La isla Sarah Ann (también escrita Sarah Anne) es una isla desaparecida, anteriormente ubicada en 4°0′N 154°22′O / 4.000, -154.367 (aunque a veces aparece aproximadamente en el 175° O). Supuestamente fue descubierta en 1858 por el capitán William W. Taylor y reportada al Departamento de Estado de los EE. UU. el 12 de febrero de 1859, junto con otros 41 atolones e islas que reclamó bajo la Ley de las Islas Guano. Taylor asignó su interés en la isla Sarah Ann (conocida como Sarah Anne) y las otras islas a la U.S. Guano Company de Nueva York, que las vinculó con el Departamento del Tesoro de los EE. UU. en febrero de 1860; sin embargo, una revisión de 1933 de las reclamaciones de la Ley de las Islas Guano no encontró evidencia de que la isla alguna vez haya sido detectada. Además, el informe señaló que no se pudo encontrar ninguna isla en las coordenadas informadas de 4° 0' N, 154° 22' O. Una búsqueda realizada en 1932 por astrónomos alemanes no tuvo éxito. En 1937, la Flota del Pacífico de los Estados Unidos intentó localizar la isla, con la intención de establecer allí un observatorio para ver el eclipse solar del 8 de junio de 1937, pero tampoco tuvo éxito. La isla, que había sido observada 15 años antes,[cita requerida] no se encontraba por ningún lado. En cambio, se realizaron observaciones en las cercanas Islas Cantón y Enderbury y Sarah Ann fue eliminada discretamente de las cartas navales y se convirtió en una isla fantasma.[cita requerida] Una explicación es que la isla Sarah Ann era en realidad la isla Malden, pero debido a un error administrativo figuraba en 4° N en lugar de 4° S.